# Lepelenburg

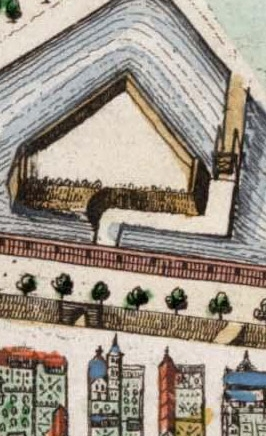
Uitsnede uit een 17e-eeuwse kaart met bolwerk Lepelenburg, de Maliebrug en de stadsmuur. Direct onder de Maliepoort is huis Lepelenburg weergegeven met een blauwgekleurd dak (oost ligt boven in de kaart).

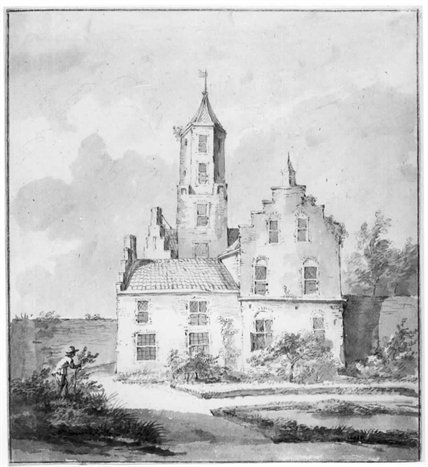
Huis Lepelenburg rond 1760.

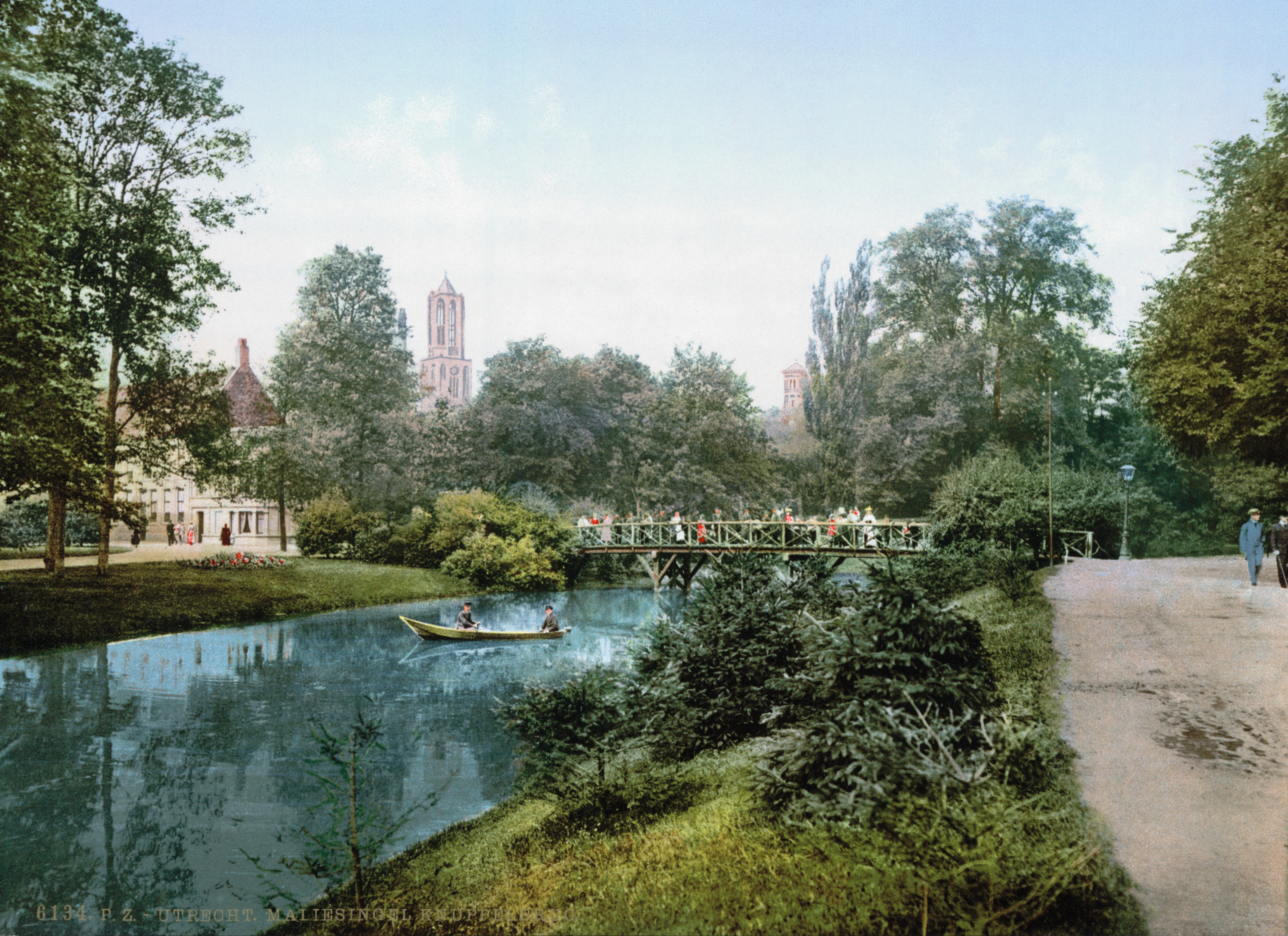
Het Lepelenburg rond 1900 aan de gracht.

Lepelenburg maakt deel uit van het Zocherpark in het centrum van de Nederlandse stad Utrecht. De aan dit parkgedeelte grenzende straat draagt dezelfde naam. Oorspronkelijk was Lepelenburg een huis dat hier gelegen was. Daarnaast verrees in de 16e eeuw een aarden bolwerk dat diende in de Utrechtse stadsverdediging, maar omstreeks 1860 werd omgevormd tot onderdeel van het huidige singelplantsoen.
In het Lepelenburgpark bevinden zich een muziektent, een kinderspeelplaats, ligstoelen en aan de rand de villa Lievendaal en de Bruntskameren. In het park vinden regelmatig evenementen plaats, zoals de Utrechtse Introductie Tijd, het Counter Culture Festival (2006), in 2015 de ploegenpresentatie van de Ronde van Frankrijk en in 2017 de huldiging van het Nederlands vrouwenvoetbalelftal bij het winnen van het Europees Kampioenschap.

## Geschiedenis
Het huis Lepelenburg stond aan het eind van de huidige Brigittenstraat bij de stadsmuur. De eerste maal dat het huis wordt genoemd, is in 1502. Vermoedelijk is het kort daarvoor gebouwd. Ernaast stond een bijbehorend kleiner huis, dat in 1587 voor het eerst wordt vermeld. Ter onderscheid werden beide huizen ook wel Groot Lepelenburg en Klein Lepelenburg genoemd. Zes van de in totaal vijftien vrijwoningen van de Bruntskameren ten behoeve van arme weduwen werden in 1621 gesticht door de advocaat Frederik Brunt op het erf van zijn huis Klein Lepelenburg. In de 18e eeuw werden met Klein Lepelenburg ook wel deze woningen aangeduid.
In de 16e eeuw liet keizer Karel V de middeleeuwse stadsverdediging van deze stad uitbreiden. Onder meer vier stenen bolwerken verrezen daarin rond 1550 aan de verdedigingsgracht (de Stadsbuitengracht), waaronder de Sonnenborgh. Omstreeks 1580 werden onder leiding van de vestingbouwkundige Adriaen Anthonisz nog eens vijf grote aarden bolwerken bijgebouwd, zoals Wolvenburg, Lucasbolwerk, Mariabolwerk en Begijnebolwerk. Om in deze uitbreiding ruimte te scheppen voor de aanleg van het bolwerk Lepelenburg bij het huis werd de verdedigingsgracht verlegd. Buitengrachts ertegenover werd circa 1637 de Maliebaan aangelegd. In dat jaar werd als verbinding vanuit de stad aan het bolwerk de Maliebrug met de Maliepoort gebouwd. Het bolwerk werd bebouwd met onder meer het Stadstimmerhuis.
De bouw van de serie van vijf aarden bolwerken was de laatste modernisering van de verdedigingswerken in de stad totdat in de 19e eeuw de Nieuwe Hollandse Waterlinie met een aantal forten bij Utrecht werd aangelegd. Vanaf 1830 werden de overtollig geworden Utrechtse bolwerken, stadspoorten, verdedigingstorens en stadswal grotendeels afgebroken. Het huis Groot Lepelenburg onderging dit lot reeds rond 1800. Klein Lepelenburg bestond in 1824 nog. Met de afbraak van de stadsverdediging kon in de volgende decennia - naar ontwerp uit 1829 van de landschapsarchitect Jan David Zocher jr. - op een groot deel van de voormalige verdedigingswerken, waaronder Lepelenburg, het Zocherpark worden aangelegd.
Rond 1850 herrees een nieuw Huize Lepelenburg, hoek Brigittenstraat richting de Herenstaat gebouwd (nr 1). Het was gedurende een eeuw het woonhuis van de bankiersfamilie Kol (geslacht) en het grootste particulier bewoonde huis van de stad Utrecht. In 1955 werd het gebouw verkocht aan de universiteit die er een mensa en andere studentenvoorzieningen vestigde. Vanaf medio jaren zeventig is het een appartementencomplex en is alleen de façade identiek aan de bouw van 1850. Een van de dochters Kol (Wilhelmina Florentina Schout Velthuys-Kol, 1856-1927) liet in 1924 aan het Remrandtplein in Bilthoven een villa bouwen die de naam "Klein Lepelenburg" kreeg.
In 1955 werd het bij de Kruisstraat gelegen concertgebouw Tivoli afgebroken. Ter vervanging werd in hetzelfde jaar in park Lepelenburg een houten noodgebouw als concertzaal neergezet. Dit gebouw had onder meer een zaal voor ongeveer 1400 bezoekers. Omdat het maar enkele jaren zou blijven staan, bleven vier bomen gehandhaafd, die in het gebouw werden opgenomen. Het zou nog tot 1976 duren voordat met de bouw op een nieuwe locatie werd gestart. In 1979 kraakte het Komitee Tivoli Tijdelijk het concertgebouw, dat zou worden gesloopt. De activiteiten zouden opgaan in Muziekcentrum Vredenburg, maar de toenmalige punkbeweging voelde zich daar niet thuis. Zij hoopte dat het houten gebouw - in afwachting van een definitief onderkomen - tijdelijk voor alternatieve popmuziek zou worden gebruikt. Het gebouw brandde datzelfde jaar nog af.
De restanten van het bolwerk zijn - met onder meer die van de andere bolwerken en Kasteel Vredenburg - een rijksmonument.